# Larry Norman
Larry David Norman (Corpus Christi, 8 de abril de 1947 - Salem, 24 de fevereiro de 2008)  músico, compositor e produtor norte-americano, começou a gravar em 1966, mas surgiu para a fama como homem de frente da banda de rock People!. O primeiro álbum da banda, "I Love You",  lançado em 1968 teve a música de mesmo nome, (escrita por Chris White do The Zombies), entre as 20 mais tocadas da Billboard. Norman, no entanto, com frequência é lembrado como o "Pai" do rock cristão e por sua música caracterizada fortemente por uma inclinação em contextualizar o cristianismo dentro dos mais diversos assuntos da sociedade.

## Carreira
Após despontar no meio musical com a banda People! Norman deixou a banda e lançou seu primeiro álbum solo, Upon This Rock, em 1969. Uma de suas mais memoráveis músicas é "I Wish We'd All Been Ready" (Eu queria que todos estivessem prontos), que se tornou um clássico e foi gravada por muitos artistas. Embora Norman não fosse o primeiro, havia muito poucos artistas gravando Rock and Roll com letras gospel na época, possivelmente pela associação que esse tipo de música tinha com o secularismo e a hostilidade à religião tradicional instituída. Larry Norman mudou isso e abriu a porta para outros artistas com seu clássico de 1972 "Why Should The Devil Have All The Good Music" (Por que o diabo tem que ficar com toda boa música?), na qual ele recusa essa noção e mostra que alguém pode ser um cristão e ouvir Rock.
Sua aparição ao lado de Billy Graham na convenção de jovens Explo 72 causou um forte impulso em sua carreira, mas a estrada raramente foi fácil para Norman. Seus lisos cabelos quase brancos até os ombros, jeans, camiseta e tiradas agudas contra influências seculares no meio cristão, não ajudavam muito na hora de fazer amigos entre os da geração mais antiga na igreja. Enquanto isso, jovens (religiosos e não-religiosos) compravam seus discos e afluíam em massa aos seus concertos.
Seus álbuns eram uma mistura de rock pesado, com letras geralmente sérias, mas também ocasionalmente descontraídas, (especialmente quando atuando com seu melhor amigo Randy Stonehill, cujos primeiros álbuns foram produzidos por Norman, no início dos anos 1970).
No final dos anos 1970, Norman fundou a gravadora Solid Rock Records, que viria lançar Welcome to Paradise and The Sky Is Falling, de Stonehill, Horrendous Disc, de Daniel Amos, A View From The Bridge, de Tom Howard e Appalachian Melody, de Mark Heard entre outros títulos de vários artistas e seus próprios.
Norman sofreu, em 1978, um grave acidente a bordo de um avião, quando a porta de compartimento de bagagens abriu ferindo sua cabeça. Pelos doze anos seguintes ele não gravaria nenhum álbum de estúdio. Paralelo a isso, uma disputa com a Word Records levou a Solid Rock à suspender suas atividades. Norman, mudou-se para a Europa e fundou o selo Phydeaux. Em 1992, um forte ataque cardíaco deixa Norman com uma expectativa de vida de uma semana. Ele sobrevive a uma cirurgia de alto-risco, mas fica com algumas seqüelas cardio-respiratórias. Mesmo assim, continua a se apresentar sem regularidade.
Em 2001, juntamente com Elvis Presley, Norman foi recebido no Hall da Fama da música Gospel. É neste ano também que ele sofre uma revascularização cardíaca quádrupla e anuncia sua aposentadoria. Em Dezembro de 2003 ele realiza o seu concerto "de despedida". Em 2005, dois novos concertos de despedida são anunciados, um na Noruega e outro em sua cidade de adoção, Salem, que acabou sendo de fato o último deles. Naquela data, Norman declarou ao público: "Até onde posso dizer, esta é a última vez que terei condições de tocar na América, na Europa e no planeta Terra".

## Influências
Muitos artistas foram influenciados pela música de Norman, incluindo Frank Black do Pixies, que chegou a fazer uma versão de uma das canções de Norman, "Six-Sixty-Six" em seu álbum Frank Black & the Catholics. Durante a canção "Levitate Me", Black diz: "Come on pilgrim, you know He loves you!" (Venha peregrino, você sabe que Ele te ama) - uma frase que Norman incluiu no final de sua música "Watch What You're Doing". Black foi um dos convidados especiais do concerto de Norman em Junho de 2005, em Salem, juntando-se a Norman na execução da canção "Watch What You're Doing".
Outros artistas como dc Talk, Guns N' Roses e U2 dizem-se fãs de Norman. Dizzy Reed, tecladista do Guns N' Roses, tocou no álbum de Larry Copper Wires de 1998. Enquanto Norman gravava no AIR Studios de George Martin em 1974, Paul MacCartney declarou em entrevistas que Norman poderia ter sido um dos mais significativos artistas dos anos 1970, se ele não se restringisse a temas espirituais. Bono e The Edge, do U2, também são fãs. Há um rumor de que Pete Townshend, da banda The Who,  inspirou-se na ideia do musical "Tommy" de uma similar ópera-rock de Norman, escrita no final do ano de 1960.
Em anos recentes Larry Norman foi redescoberto por grupos contemporâneos, como dc Talk, Rebecca St. James, Audio Adrenaline, que gravaram  e apresentaram sua música a uma nova geração de admiradores.
Larry Norman popularizou o gesto da mão fechada com o dedo indicador apontando para o céu. O sinal, sintetizava a ideia do "One Way to Heaven" (Um só Caminho para o Céu) e transformou-se em marca registrada de Norman.

## Despedida
Larry Norman se foi às 2:45 h da manhã de domingo. No sábado à tarde anterior, 23 de fevereiro, sentindo que sua partida estava próxima, ele ditou uma mensagem de despedida aos amigos e admiradores, e pediu a seu amigo Allen Fleming que a digitasse no computador.
| “ | Eu me sinto como um brinde numa caixa de guloseimas com a mão de Deus tentando me alcançar. Tenho estado sob cuidados médicos por meses. Minhas lesões estão piorando. Tenho dificuldades para respirar. Estou pronto para voar para casa. Não vou estar por aqui por muito tempo. Não há nada que eu possa fazer sobre isso. Meu coração está muito fraco. Eu desejo dizer adeus a todos. No passado vocês generosamente me sustentaram com suas orações e finanças e eu provavelmente ainda vou precisar de ajuda financeira. Meu plano é ser sepultado em um caixão simples de pinho, com algumas flores dentro. Eu gostaria de afastar a escuridão com meu mais nobre esforço. Haverá informações sobre o funeral no meu website, em caso de algum de vocês desejar comparecer. Nós não estamos certos da data em que vou morrer. Adeus, até logo, nos veremos de novo. Adeus, até logo, nos veremos de novo Em algum lugar além do céu Eu oro para que vocês fiquem com Deus Adeus, meus amigos, adeus. | ” |

## Discografia selecionada

### 1960's
- Upon This Rock, 1969 álbum

### 1970's
- Street Level, 1970 álbum
- Bootleg, 1971 álbum
- Only Visiting This Planet, 1972 álbum
- So Long Ago the Garden, 1973 álbum
- In Another Land, 1976 álbum
- Streams of White Light, 1977 álbum
- Larry Norman, 1977 collection (frequentemente referido como 'Starstorm')

### 1980's
- The Israel Tapes, 1980 live álbum
- Roll Away The Stone, 1980 live álbum
- Something New under the Son, 1981 álbum
- Larry Norman And His Friends On Tour, 1981 live álbum
- Barking At The Ants, 1981 collection with other artists
- Letter Of The Law, 1982 álbum
- Labor Of Love, 1982 álbum
- The Story Of The Tune, 1983 álbum
- Come As A Child, 1983 live álbum
- Quiet Night, 1984 álbum
- bArchaeology, 1984 collection
- Stop This Flight, 1985 álbum
- Back To America, 1985 collection
- Down Under (But Not Out) 1986 álbum
- Rehearsal For Reality, 1986 álbum
- The Best Of The 2nd Trilogy, 1988 collection
- White Blossoms From Black Roots, 1989 álbum
- Home at Last, 1989 álbum

### 1990's
- Live At Flevo, 1990 álbum ao vivo
- The Best Of Larry Norman, 1990 collection
- Rough Mix 3, 1990, álbum
- Stranded in Babylon, 1991 álbum
- Children Of Sorrow, 1994 álbum ao vivo
- Totally Unplugged, 1994 álbum ao vivo
- A Moment In Time, 1994 álbum ao vivo
- Footprints In The Sand, 1994 collection
- Omega Europa, 1994 live álbum
- Remixing This Planet, 1996 remix álbum
- Gathered Moments (Somewhere In This Lifetime), 1998 collection & álbum ao vivo
- Shouting In The Storm, 1998 álbum ao vivo
- Breathe In, Breathe Out, 1998 álbum ao vivo
- Copper Wires, 1998 álbum
- Live At The Mac, 1998 álbum ao vivo
- We Wish You A Larry Christmas, 1998 collection
- Home Box, 1998 featuring Home at Last & Footprints In The Sand together
- The Vineyard, 1999 álbum ao vivo
- Rough Street Love Letter, 1999 collection
- Father Touch, 1999 Phann Klubb release
- The Cottage Tapes - Book One, 1999 coletânea (com participação de Randy Stonehill)

### 2000's
- In The Beginning, 2000 live álbum from Creation West 2000 festival
- Blarney Stone, 2000 álbum
- Sticks And Stones, 2000 álbum
- Tourniquet, 2001 álbum
- The Best Of Larry Norman, 2001 30 Year British Anniversary Tour celebration collection
- The Belfast Bootlegs, 2001 live collection through the years
- Agitator, 2002 "The Essential Series - CD2" collection
- Collaborator, 2002 "The Essential Series - CD4" collection
- Survivor, 2002 "The Essential Series - CD7" collection
- Instigator, 2002 "The Essential Series - CD1" collection
- Rock, Scissors et Papier, 2003 álbum
- Larry Norman Presents Solid Rock Sampler 1, 2003 collection (includes other artists)
- Live At Cornerstone 2001, 2003 live release
- Restless In Manhattan, 2003, live álbum from the early '70s
- Invitation Only, 2003 concert goer's release
- American Roots, 2003 collection
- The Very Best Of Larry Norman, 2003 collection
- Road Rage, 2003 live álbum
- Christmastime, 2003 Christmas álbum
- The Six O'Clock News, 2004 single
- Eve Of Destruction, 2004 single
- Snowblind, 2004 live álbum from the 1980s
- Infiltrator, 2004 "The Essential Series - CD6" collection
- Liberator, 2004 "The Essential Series - CD3" collection
- The Final Concert, 2004 live Final concert (maybe not!)
- Sessions, 2004 medical expenses special
- Heartland Junction, 2004 collection
- The Norman Invasion, 2004 live 2001 tour collection
- The Cottage Tapes - Book Two, 2004 collection (featuring Randy Stonehill)
- Emancipator, 2004 "The Essential Series - CD7" collection
- On The Prowl, 2004 live ablum from 1986
- 70 Miles From Lebanon, 2004 álbum ao vivo do "show final" de 2003
- 70 Miles From Lebanon, 2004 live DVD from 2003's "final" show
- Maximum Garden - The Anthology Series, 2004 alternate takes collection
- Maximum Planet - The Anthology Series, 2004 alternate takes collection
- The Very Best Of Larry Norman - Vol 2, 2004 collection
- Hattem, 2005 álbum ao vivo
- Face To Face, 2005 DVD ao vivo
- Siege At Elsinore, 2005 álbum (não confundir com o show de junho em Salem)
- Frisbee, 2005 trilha-sonora
- 4 Track Motorola '66 Corolla, 2005 álbum de takes alternativos e outtakes
- Live at the Elsinore, 2005 álbum ao vivo do show de junho em Salem
- Dust on Rust, 2006